# Katakumby św. Katalda
Katakumby świętego Katalda (ang. St. Catald’s Catacombs) są to, tak jak i katakumby św. Pawła oraz katakumby św. Agaty, podziemne komory grzebalne z okresu wczesnego chrześcijaństwa (II/III w.), znajdujące się w Rabacie na Malcie.

## Położenie
Katakumby św. Katalda znajdują się w Rabacie, w podziemiach kaplicy pod tym samym wezwaniem(s.24). Z jej prezbiterium schody prowadzą do krypty, z której jest zejście na niższy poziom, gdzie znajduje się hypogeum.

## Krypta
Krypta, znajdująca się bezpośrednio pod kościołem, wykuta została w skale. We wczesnych wiekach służyła jako kaplica, jak to było w innych tego typu miejscach, jak grota św. Pawła czy krypta św. Agaty. Pod koniec XVIII wieku dobudowane zostały w niej łuki wzmacniające sklepienie(s.55).

## Katakumby
Niewielkie hypogeum, datowane na II/III wiek, będące oryginalnie punickim szybem grzebalnym, jest dostępne schodami z krypty. Znajdują się w nim trzy rodzaje grobów: groby baldachimowe, groby okienne oraz tzw. loculi – małe nisze grobowe w ścianie, przeznaczone do pochówku dzieci. Wszystkie groby ulokowane są wokół głównego pomieszczenia, zwanego triclinium; do części z nich wiodą niewielkie korytarze.

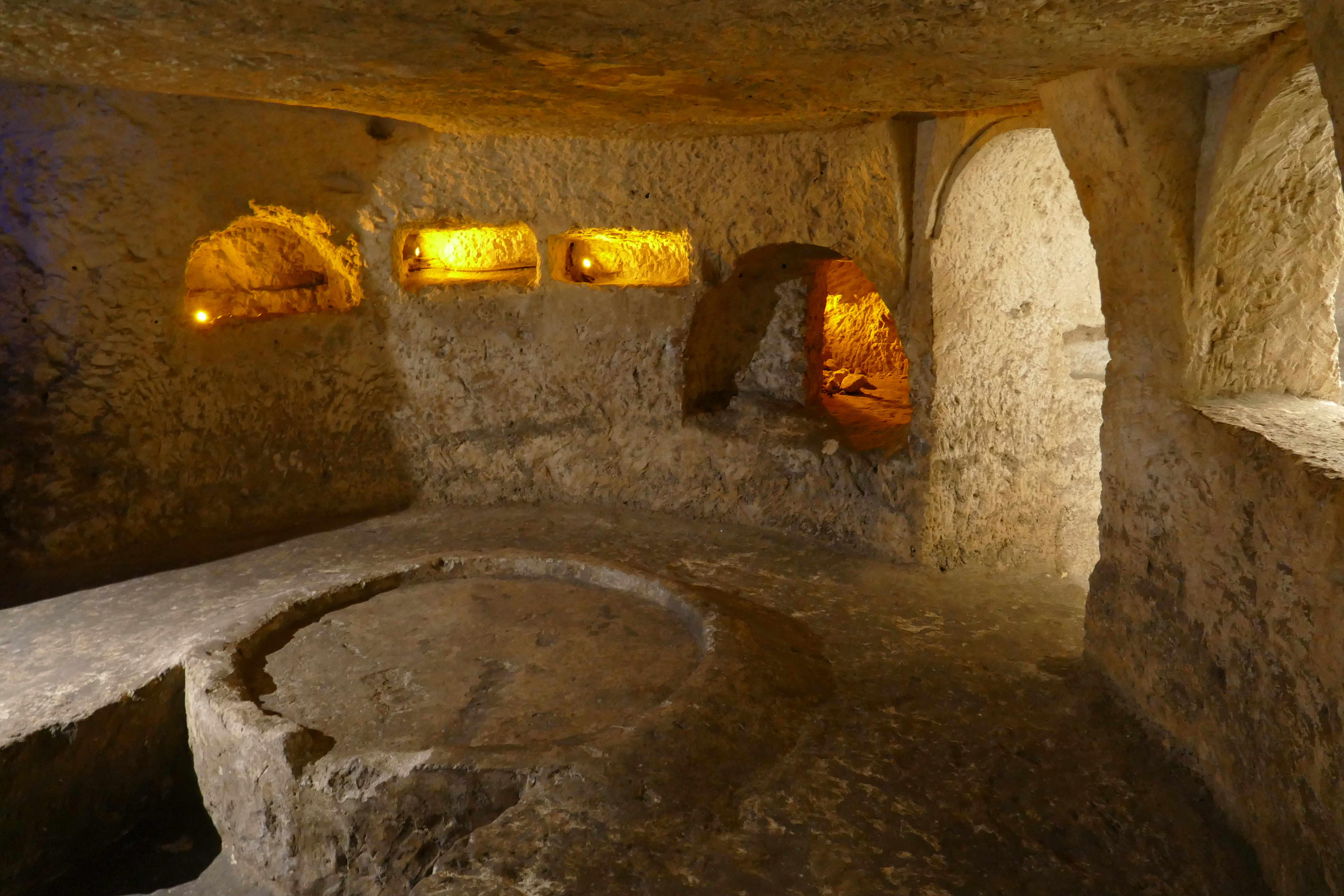
"Stół agape"

 W pomieszczeniu tym, na lewo od wejścia znajduje się charakterystyczny obiekt maltańskich katakumb z epoki wczesnochrześcijańskiej tzw. „stół agape”. Jest to wykuta w skale okrągła platforma z podniesionym brzegiem, przy której rodzina i przyjaciele zmarłego raz do roku celebrowali uroczyste posiłki ku jego czci. Jest ona jednym z najlepiej zachowanych obiektów tego typu. Duży grobowiec baldachimowy stoi naprzeciw agape; freski, którymi był udekorowany, dziś są już słabo widoczne.